# Mr. Big
Mr. Big ist eine US-amerikanische Hard-Rock-Band.

## Geschichte

### Gründung
Die Band wurde im Jahr 1989 von dem bereits durch seine Zusammenarbeit mit Steve Vai bekannten Ex-David-Lee-Roth-Band-Bassisten Billy Sheehan und dem jüngeren Shredding-Gitarristen Paul Gilbert (vormals und später Racer X), in Los Angeles gegründet. Sheehan hatte zuvor schon bei seiner Band Talas Bass gespielt und war Mitglied der Band um David Lee Roth, mit dem er die Alben Eat 'em and Smile und Skyscraper aufgenommen hatte. Zusätzlich zu Paul Gilbert suchte er sich den Sänger Eric Martin sowie Pat Torpey (Schlagzeug) als Bandmitglieder aus.
Der Bandname leitet sich von einem gleichnamigen Titel der Hard-Rock-Band Free sowie einer amerikanischen Comicfigur namens Mr. Big ab.
Die Band bekam einen Vertrag bei Atlantic Records und ging ins Studio; das selbstbetitelte Debütalbum von Mr. Big erschien 1989 als CD, als Singles wurden die Titel Big Love und Addicted to That Rush veröffentlicht. Mr. Big erreichte Platz 46 der Billboard 200 und hielt sich 18 Wochen in den Billboard-Charts.

### Durchbruch und Erfolge (1989–1997)

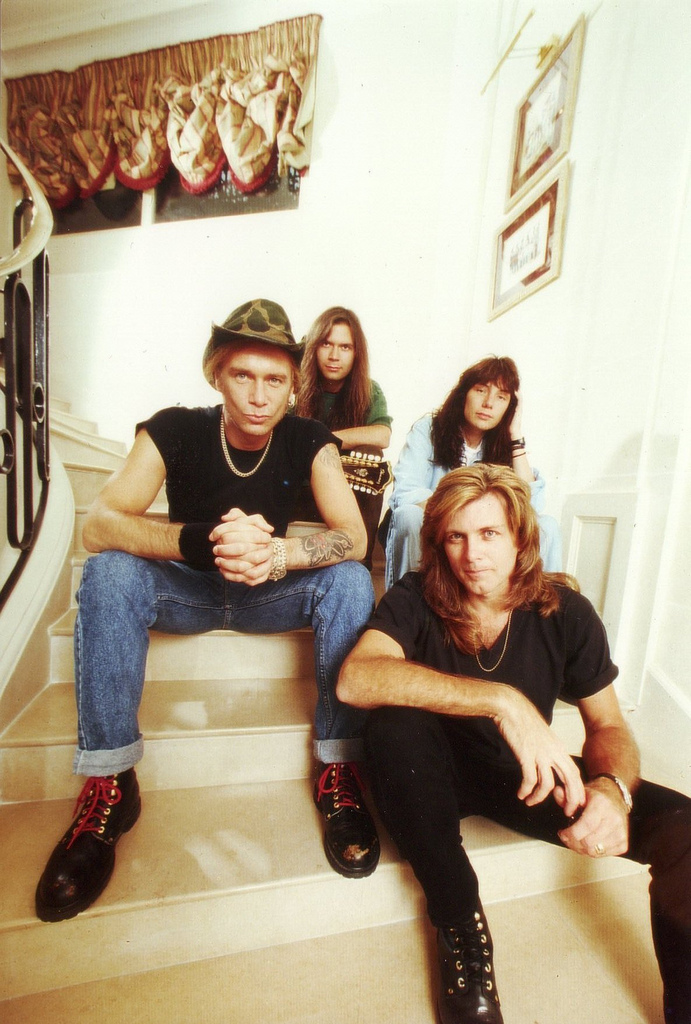
Mr. Big, 1992

Mit ihrem zweiten Album Lean Into It gelang Mr. Big 1991 der internationale Durchbruch. Das Album, das von Kevin Elson produziert wurde und durch sein Cover auffiel, schaffte es bis auf Platz 15 der Billboard 200 und hielt sich 38 Wochen in den US-Charts. Mit der ersten Single-Auskopplung, To Be with You, interpretiert auf akustischen Instrumenten, stürmte die Gruppe weltweit die Charts. Der Titel wurde ein Nummer-eins-Hit in zahlreichen Ländern, darunter Deutschland und die USA. Auch die danach veröffentlichte Single, Just Take my Heart, konnte sich in den Charts behaupten: 23 Wochen und Platz 16 der Hot 100.
Zu diesem Zeitpunkt wurden bereits erste Spannungen deutlich und es kam während der Proben und Auftritte immer öfter zu offenen Streitereien zwischen den Bandmitgliedern. Dennoch nahm die Gruppe 1993 ein drittes Album auf, das wieder von Kevin Elson produziert wurde. Es erhielt den Titel Bump Ahead, und noch einmal gelang Mr. Big ein Hit, diesmal mit der Coverversion von Cat Stevens’ Wild World, die bis auf Platz 27 der Hot 100 kletterte. Die nächste Single von Bump Ahead, Ain’t Seen Love Like That, ging in den Hot 100 jedoch beinahe unter: Sie erreichte nur Platz 83 und war nach 6 Wochen schon wieder draußen. Das Album kam bis auf Platz 82 der Billboard 200, hielt sich ebenfalls sechs Wochen und verschwand dann aus den Charts.
Ab diesem Zeitpunkt spielte sich die Karriere der Gruppe zum größten Teil in Japan ab, wo Mr. Big zu den erfolgreichsten internationalen Künstlern gehörten. Durch diesen Umstand gerieten sie jedoch international immer mehr in Vergessenheit.
Mr. Big gingen wieder ins Studio und nahmen ein weiteres Studioalbum auf: Hey Man erschien 1996, stieg aber nur noch in Deutschland und der Schweiz in die Charts ein. In den USA wurde der Titel Take Cover für den Soundtrack zur Zeichentrick-Serie Mega Man verwendet. Nach der zugehörigen Tour stieg Paul Gilbert aus der Band aus. Er wurde durch Richie Kotzen ersetzt, der zuvor bei der Band Poison deren Original-Gitarristen C. C. DeVille ersetzt hatte.

### Neue Besetzung und Auflösung (1997–2002)
Mit Richie Kotzen nahm Mr. Big das nächste Album in Angriff: Get Over it erschien 1999 in Japan und erreichte dort mit der Single Superfantastic den Spitzenplatz der Charts. Zum Ende der folgenden Japan-Tournee spielten Mr. Big Silvester 1999 zusammen mit Aerosmith im Tokio Dome in Tokio. Im März 2000 erschien Get Over it in den USA und Europa.
Innerhalb der Band kam es zu Spannungen, nachdem Billy Sheehan sich entschieden hatte, Steve Vai, mit dem er schon gemeinsam bei David Lee Roth gespielt hatte, auf dessen Tour als Bassist zu begleiten. Daher war er am Songwriting zu Actual Size, dem Nachfolger zu Get Over it, kaum beteiligt. Das Album erschien 2001 in Asien. Trotz des Erfolges, den Mr. Big dort hatten (das Album erreichte Platz 3 der japanischen Charts, die Single Shine erneut den Spitzenplatz), entschieden Eric Martin, Pat Torpey und Richie Kotzen, dass Sheehan die Band verlassen müsse, und feuerten ihn. Ihr Manager zwang sie zwar, Sheehan zurückzuholen, doch Sheehan war nur dazu bereit, eine Abschiedstournee mit Mr. Big zu bestreiten. Diese Tournee fand 2002 statt, anschließend löste sich die Gruppe auf.
Sechs Livemitschnitte, darunter der Dreiteiler Raw Like Sushi / Japandemonium (1990, 1992, 1994) und Live At Budokan (1997), zeigen die Beliebtheit der Gruppe in Fernost.

### Reunion (2009)
Am 2. Februar 2009 gaben Mr. Big ihre Reunion in Originalbesetzung und Pläne für eine Welt-Tournee bekannt. Von dieser Tournee veröffentlichten sie eine Live-DVD und ein Live-Album jeweils unter dem Titel Back to Budokan. Zusätzlich erschien im selben Jahr ein neues Best-Of-Album, das auch zwei neue Titel enthielt, die sich ebenfalls als Bonustracks auf dem Live-Album befanden.
Am 24. September 2010 wurde gemeldet, dass sich Mr. Big im Studio befinden und an einem neuen Album arbeiten – dem ersten in Originalbesetzung seit Hey Man.

### What If… und ...The Stories We Could Tell

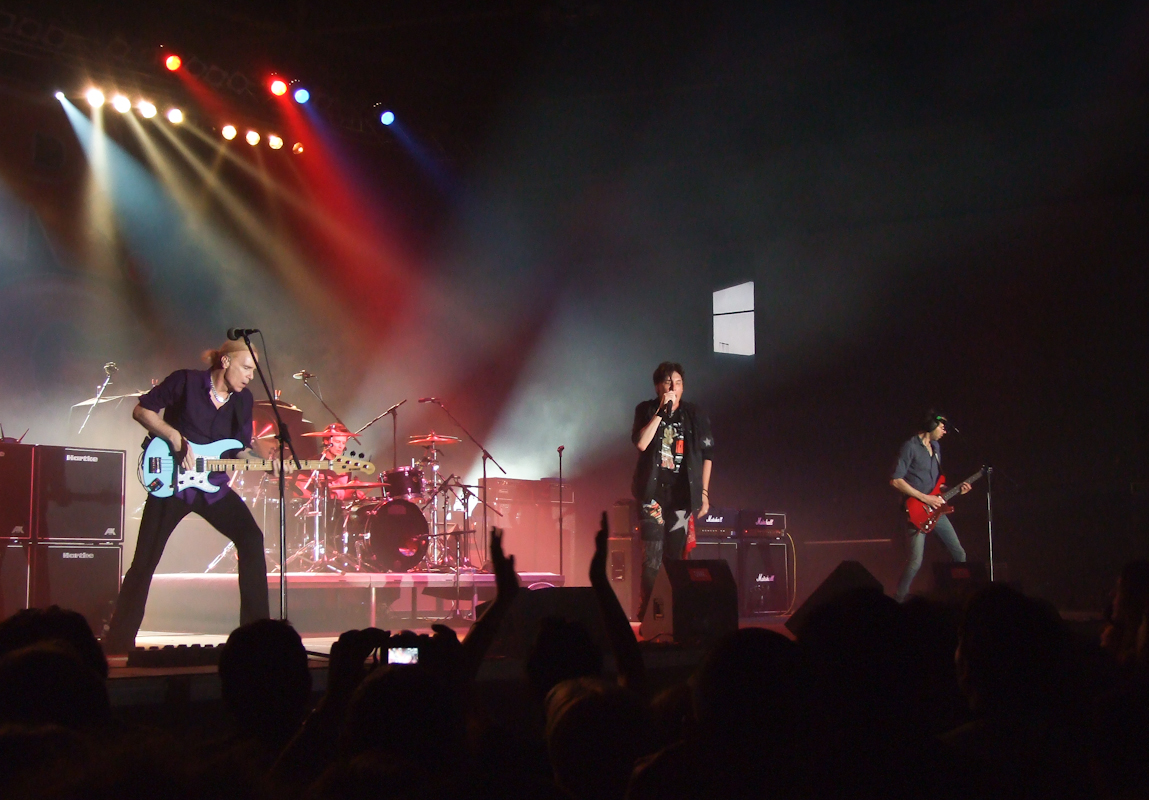
Mr. Big in Bulgarien, 2011

Das erste nach der Reunion produzierte Studioalbum von Mr. Big trug den Titel What If… und wurde in Europa am 21. Januar 2011 bei Frontiers Records veröffentlicht. Es wurde von Kevin Shirley produziert und im Studio Village Recorder in Los Angeles aufgenommen. Das Album enthielt 12 Titel, von denen Undertow als erste Single veröffentlicht wurde. Für diesen Titel sowie den Song All the way up wurden Videoclips produziert. Das Album erschien in drei Versionen: als einfache Audio-CD, als Digipak mit DVD und als Fanbox-Set mit CD, DVD, Vinyl-LP und Mauspad. Die DVD enthielt die vorgenannten Videoclips und einen Film mit dem Titel The Making of What If…
Eine an die Veröffentlichung anschließende Tournee wurde im März 2011 in Südamerika gestartet und führte im Sommer des Jahres nach Europa.
2014 gab Pat Torpey bekannt, an der Parkinson-Krankheit erkrankt zu sein. Daraufhin verpflichtete Mr. Big den Schlagzeuger Matt Starr, der zur Band des Gitarristen Ace Frehley gehörte. Er unterstützte Torpey bei Live-Konzerten und bei der Arbeit am 2017 erschienenen Album Defying Gravity. Torpey verstarb am 7. Februar 2018 im Alter von 64 Jahren an den Folgen seiner Parkinson-Erkrankung. Sheehan erklärte ein Jahr später, dass die Band keine weiteren Zukunftspläne habe.
Im September 2023 gab die Band bekannt, im Jahr 2024 auf große Abschiedstournee zu gehen. Bei der „The BIG Finish Tour“ wird neben anderen Songs das Album „Lean Into It“ in Gänze gespielt.

## Diskografie
Studioalben

| Jahr | Titel Musiklabel                          | Höchstplatzierung, Gesamtwochen, AuszeichnungChartplatzierungen (Jahr, Titel, Musiklabel, Platzierungen, Wochen, Auszeichnungen, Anmerkungen) | Höchstplatzierung, Gesamtwochen, AuszeichnungChartplatzierungen (Jahr, Titel, Musiklabel, Platzierungen, Wochen, Auszeichnungen, Anmerkungen) | Höchstplatzierung, Gesamtwochen, AuszeichnungChartplatzierungen (Jahr, Titel, Musiklabel, Platzierungen, Wochen, Auszeichnungen, Anmerkungen) | Höchstplatzierung, Gesamtwochen, AuszeichnungChartplatzierungen (Jahr, Titel, Musiklabel, Platzierungen, Wochen, Auszeichnungen, Anmerkungen) | Höchstplatzierung, Gesamtwochen, AuszeichnungChartplatzierungen (Jahr, Titel, Musiklabel, Platzierungen, Wochen, Auszeichnungen, Anmerkungen) | Anmerkungen                                                  |
| Jahr | Titel Musiklabel                          | DE | AT | CH | UK | US | Anmerkungen                                                  |
| ---- | ----------------------------------------- | --- | --- | --- | --- | --- | ------------------------------------------------------------ |
| 1989 | Mr. Big Atlantic                          | — | — | — | UK60 (1 Wo.)UK | US46 (18 Wo.)US | Erstveröffentlichung: 20. Juni 1989 Verkäufe: + 100.000      |
| 1991 | Lean into It Atlantic                     | DE9 Gold · (30 Wo.)DE | AT3 Gold · (22 Wo.)AT | CH3 Gold · (26 Wo.)CH | UK28 (12 Wo.)UK | US15 Platin · (38 Wo.)US | Erstveröffentlichung: 26. März 1991 Verkäufe: + 1.655.000    |
| 1993 | Bump Ahead Atlantic                       | DE39 (13 Wo.)DE | AT22 (8 Wo.)AT | CH16 (11 Wo.)CH | UK61 (1 Wo.)UK | US82 (6 Wo.)US | Erstveröffentlichung: 17. September 1993 Verkäufe: + 100.000 |
| 1996 | Hey Man Atlantic                          | DE74 (4 Wo.)DE | — | CH48 (2 Wo.)CH | — | — | Erstveröffentlichung: 25. Januar 1996 Verkäufe: + 400.000    |
| 1999 | Get Over It Atlantic                      | — | — | — | — | — | Erstveröffentlichung: 21. März 2000 Verkäufe: + 100.000      |
| 2001 | Actual Size Atlantic                      | — | — | — | — | — | Erstveröffentlichung: 1. August 2001                         |
| 2010 | What If … Frontiers                       | DE50 (1 Wo.)DE | AT71 (1 Wo.)AT | CH36 (2 Wo.)CH | — | — | Erstveröffentlichung: 15. Dezember 2010                      |
| 2014 | … The Stories We Could Tell Frontiers     | DE93 (1 Wo.)DE | — | CH51 (1 Wo.)CH | — | US158 (1 Wo.)US | Erstveröffentlichung: 24. September 2014                     |
| 2017 | Defying Gravity Wowow Entertainment, Inc. | DE65 (1 Wo.)DE | — | CH32 (1 Wo.)CH | — | — | Erstveröffentlichung: 21. Juni 2017                          |
| 2024 | Ten Wowow Entertainment, Inc.             | — | — | CH55 (1 Wo.)CH | — | — | Erstveröffentlichung: 12. Juli 2024                          |